# 유럽 보수와 개혁

유럽 보수와 개혁(영어: European Conservatives and Reformists)는 경제적 자유주의 ,보수주의성향의 유럽 의회 내 교섭단체이다.

## 회원 정당

### 유럽 연합소속 회원
- 연대 운동
- 시민민주당
- 핀인당
- 이탈리아의 형제들
- 국민연합
- 리투아니아 폴란드계의 선거활동
- 대안민주개혁당
- 법과 정의
- M10
- 평범한 사람과 독립적인 인격
- 자유와 단결
- 노바
- 보수당
- 얼스터 연합주의자당

### 기타 회원
- 번창한 아르메니아
- 크로아티아 보수당
- 인민당
- 기독교민주운동
- 조지아 보수당
- 독립당
- 변화운동
- 정의개발당

### 지역 파트너 정당
- 자유당
- 보수당
- 독립당
- 국민당
- 공화당